# Avision
Avision ist ein taiwanischer Hersteller von Hochleistungsscannern und Schlüsselkomponenten für Multifunktionsgeräte. Er ist weltweit vertreten, in Deutschland mit Sitz in Willich.

## Überblick

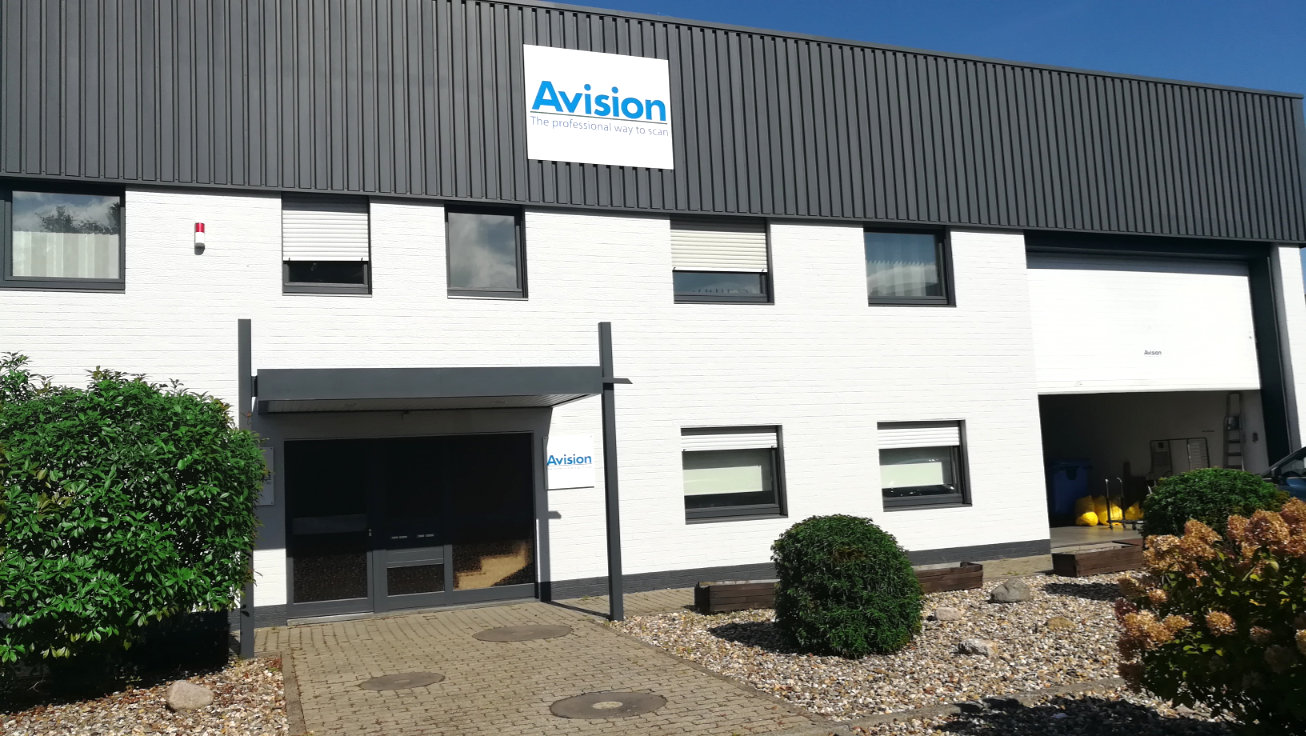
Firmensitz der Avision Europe GmbH in Willich

Das Unternehmen mit Hauptsitz in Hsinchu / Taiwan wurde 1991 gegründet. Produktionsstandorte bestehen in Taiwan und der Volksrepublik China. Die Kapazitäten sind auf über 400.000 Stück pro Monat ausgerichtet. Avision unterhält OEM-Partnerschaften mit vielen führenden Scanner-Herstellern.
In Europa verkauft Avision seine Produkte seit 1996, zunächst über ein Joint Venture auf vertrieblicher Seite. Anfang 2008 übernahm die neu gegründete Avision Europe GmbH mit Sitz in Willich diese Aufgaben.

## Unternehmensgeschichte
Eine Gruppe von Ingenieuren gründete Avision Inc. im April 1991 in Taiwan. Von Anfang an setzte das Unternehmen auf technologische Weiterentwicklung und strategische Partnerschaften. Folgerichtig entstand im November 1992 das erste OEM-Abkommen mit Fujitsu für den Bereich Dokumentenscanner. Im zweiten Geschäftsfeld, den Schlüsselkomponenten für Multifunktionsgeräte, kam 1994 eine OEM-Vereinbarung mit Xerox auf den Weg. Heute arbeitet Avision mit vielen führenden Scannerherstellern zusammen. In der zweiten Hälfte der 90er-Jahre konnte Avision stark zulegen. Betrug der Jahresumsatz 1997 noch 34 Mio. USD, standen ein Jahr später schon 108 Mio. in den Büchern. Zum Jahrtausendwechsel waren es 177 Mio., Ende 2000 268 Mio. Um die steigende Produktnachfrage langfristig befriedigen zu können, eröffnete Avision Ende 2001 ein zusätzliches Produktionswerk im chinesischen Suzhou, inzwischen ein weiteres an diesem Standort.
Seit Dezember 1998 ist das Unternehmen an der Börse in Taipeh notiert. Um die weltweiten Qualitätsstandards zu erfüllen, ist Avision seit 1993 nach ISO-9001 und seit 2002 nach ISO-14001 zertifiziert. Der Scannerspezialist wurde wiederholt vom taiwanesischen Wirtschaftsministerium für besonders gute Produktqualität und nachhaltiges Wachstum ausgezeichnet.
Avision ist weltweit vertreten. In Europa werden die Produkte seit 1996 verkauft. Zwischen 2001 und 2007 bestand die Avision Europe GmbH als ein Joint Venture für den europaweiten Vertrieb. Mit dem Ende der Vereinbarung wurde daraus eine hundertprozentige Tochter von Avision Inc. Vom Hauptsitz in Krefeld aus koordiniert das Unternehmen das gesamte Distributionsnetz in Europa und der Türkei und ist für das Marketing zuständig. Dort unterhält Avision auch ein eigenes Wartungs- und Servicezentrum, das ebenfalls alle europäischen Märkte bedient und auch für die OEM-Partner zur Verfügung steht. Seit Juli 2010 befindet sich das Zentrallager in Hamburg.

## Angebot

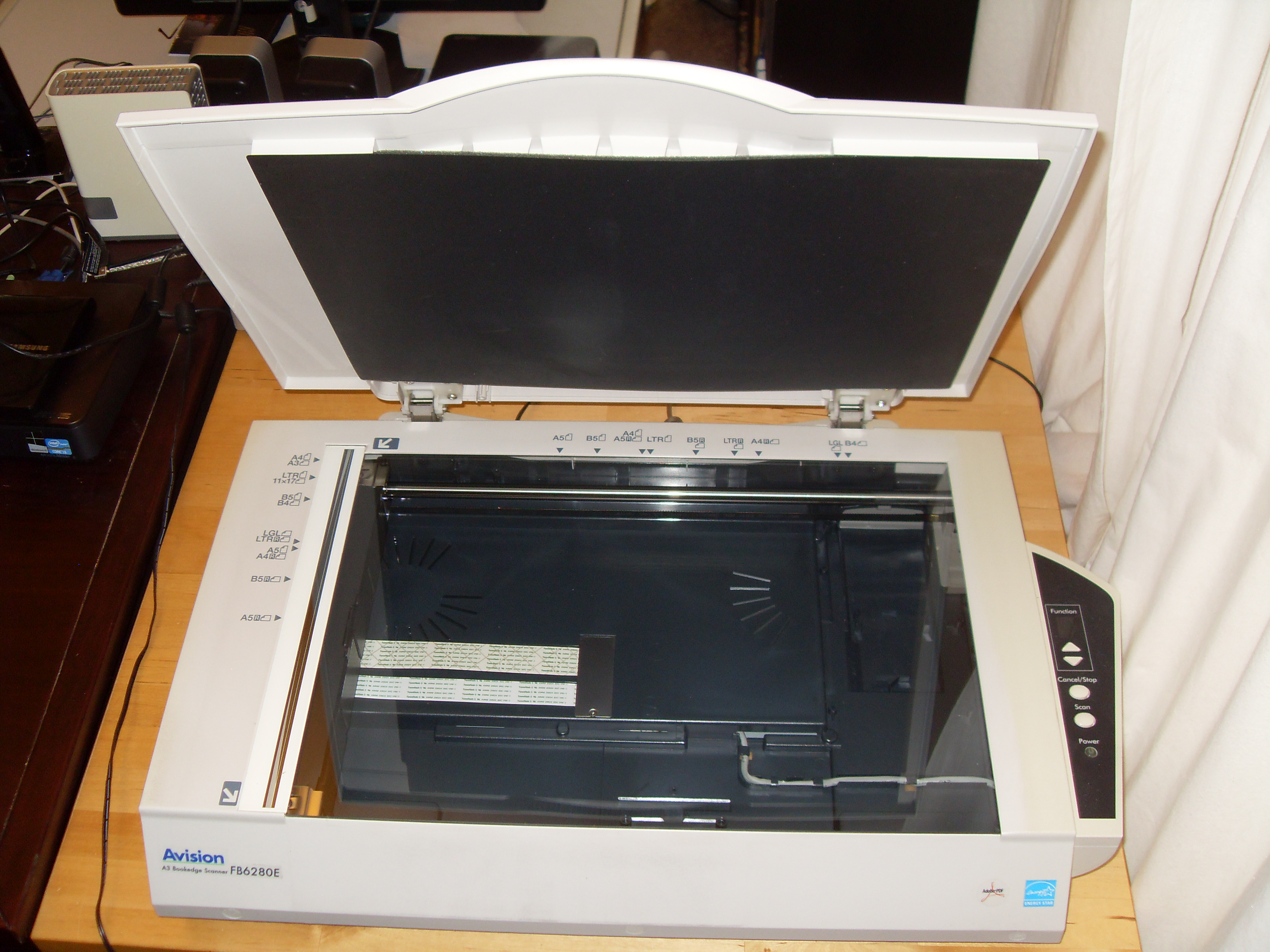
Buchscanner FB6280E, Stand 2018

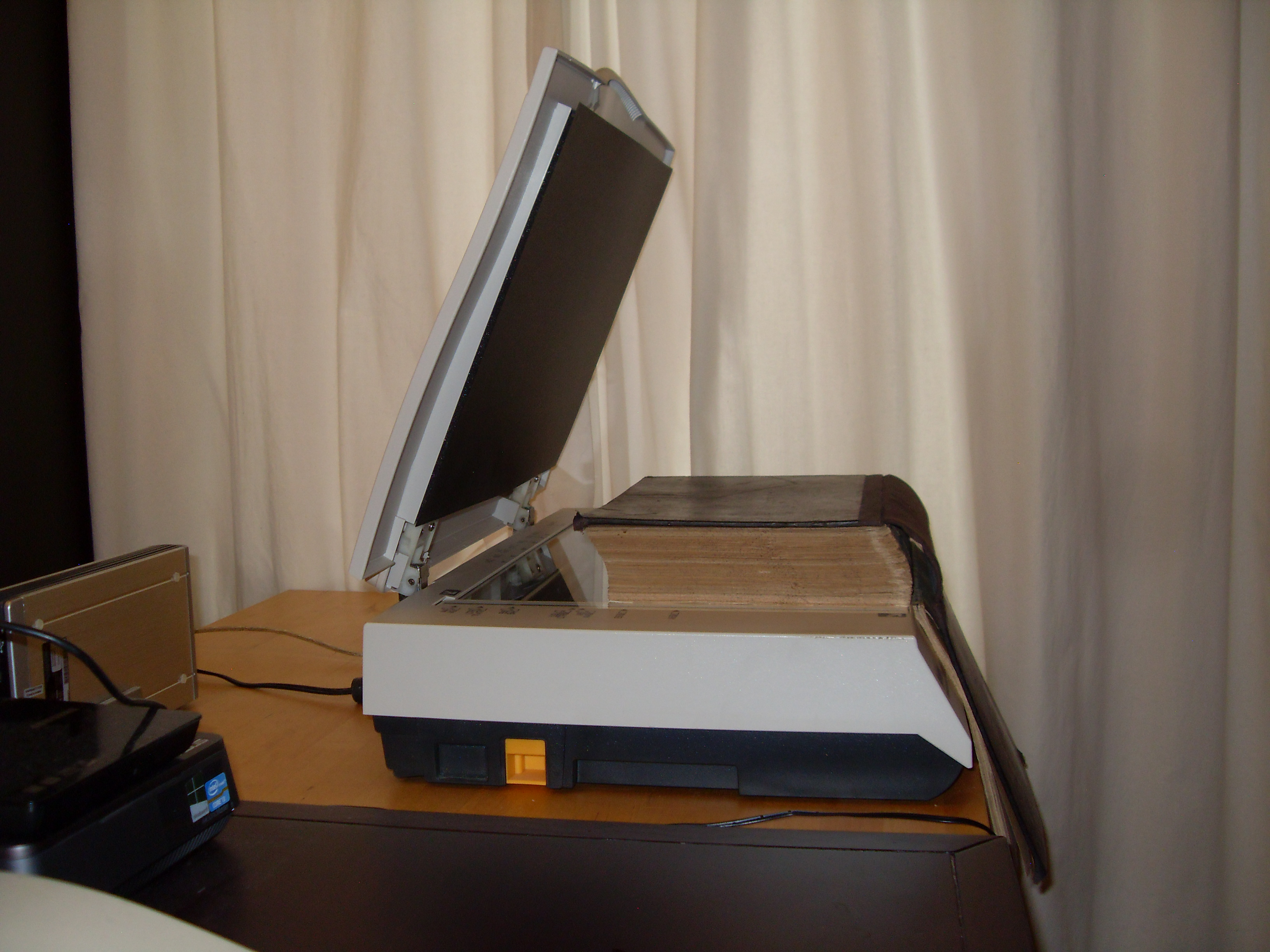
Buchscanner FB6280E seitlich

Im Zentrum des Geräteangebots stehen Einzugs- und Flachbettscanner für Dokumente. Die Einsteigermodelle bringen Funktionen wie doppelseitiges Scannen mit und sind auf Tageskapazitäten zwischen 2000 und 5000 Seiten ausgelegt. Features zur Qualitätskorrektur bei der Erfassung schlecht leserlicher Vorlagen gehören ebenfalls zu den Ausstattungsmerkmalen.
Ein zweiter Angebotsschwerpunkt sind Scan-Stationen für den Einsatz im Netzwerk. Bei den Modellen der AN-Reihe lassen sich unterschiedliche Funktionsmodi anwenden, z. B. Scan-to-Mail, Scan-to-SMB, Scan-to-USB. Die Scanner können mit einem Laserdrucker zu einer zentralen Scan- und Druckstation erweitert werden. Avision bietet Multifunktionsgeräte an, die Druck-, Fax-, Kopier- und Scanvorgänge bündeln. Derzeit sind sie diese Modelle allerdings nur als OEM-Produkte verfügbar.
Im Scannermarkt hat sich Avision wegen Zusatz-Features einen Namen gemacht. Zu nennen sind hier die speziellen Treiber für Mac-OS-X-Umgebungen. Damit lassen sich unterschiedliche Datenformate wie BMP, PNG, GIF, JPEG, PDF, Multi-Page TIFF, TIFF, RTF, TXT, XPS, DOC, XLS, PPT, DOCX, XLSX, PPTX, HTML sowie Einzel- und Mehrseiten-PDFs direkt generieren. Darüber hinaus bietet Avision u. a. spezielle Treiber an (Dual Driver), mit denen sich Einzugs- und Flachbettscanner als eine einzige Scan-Einheit bedienen lassen, was den Administrationsaufwand bei den Peripheriegeräten im Unternehmen reduzieren hilft und mehr Optionen für die Scanner-Ausstattung bereithält.

## Positionierung
Im OEM-Segment hat sich Avision im Laufe der Firmengeschichte als wichtiger Komponentenhersteller etabliert.
Über das Angebot an Standalone- und Netzwerkscannern spricht Avision in erster Linie Unternehmen und Behörden an.
Das Potenzial für die eigenen Lösungen am Markt liegt für Avision in der zunehmenden Verbreitung professioneller Dokumenten Management Systeme (DMS). Gesetzliche Vorgaben zwingen Unternehmen immer mehr, die Dokumentenablage nach standardisierten IT-Prozessen abzuwickeln. Beim Erfüllen dieser Vorgaben spielt die Dokumentenerfassung eine immer größere Rolle. Als Hersteller mit einem traditionell hohen Anteil an Forschungs- und Entwicklungsleistung hat Avision entsprechende Technologien von Anfang an begleitet und für die eigenen Produkte nutzbar gemacht.